# Agrupación Independiente de Radiodifusión Entreculturas
aire (Agrupación Independiente de Radiodifusión Entreculturas) es una emisora de radio por Internet creada el 16 de agosto de 2005. En sus inicios contó con la colaboración de estudiantes de periodismo de la Universidad Carlos III de Madrid. 
Esta emisora está desarrollando la radio hecha para ser emitida a través de Internet, intentando encontrar el lenguaje específico de este medio, ya que en los principios de radio en Internet, los programas radiofónicos no son más que la misma versión de la radio convencional, volcada en la red.
La Academia de las Artes y las Ciencias Radiofónicas de España le concedió una placa honorífica en la gala de premios celebrada el 30 de octubre de 2009 en Logroño por su contribución al desarrollo de diversas actividades radiofónicas, como su participación en la versión radiofónica de La guerra de los mundos realizada por el 70 aniversario de la primera puesta en escena de Orson Welles, en la que intervinieron numerosos profesionales de la radio española.
En sus bases tienen reflejadas algunos pilares en su funcionamiento diferenciales con otras entidades culturales, como por ejemplo; no acepta subvenciones públicas, para poder mantener su independencia, o no aceptar tampoco dinero por publicidad de empresas que no respeten al medio ambiente o a sus empleados.[cita requerida]

## Programas
- El Tercer Grado. Programa de entrevista que principalmente intenta entender las distintas facetas humanas.
- La Caja Roja. Programa de entrevistas dirigida a la divulgación de problemas y soluciones de ámbito social.